# Paul Putner
Paul Putner (født marts 1966 i East Grinstead, England) er en britisk komiker og skuespiller.
Hans første nævneværdige roller var i BBC's The Glam Metal Detectives. Han har senere optrådt i flere forskellige tv- og radioudsendelser. Han havde flere biroller i Little Britain. 
Han havde en mindre roller som zombie i filmen Shaun of the Dead. Han har også været med i enkelte franske udgivelser.